# ریک پری
جیمز ریچارد "ریک" پری (به انگلیسی: James Richard "Rick" Perry) (زادهٔ ۴ مارس ۱۹۵۰ در تگزاس) سیاستمدار اهل ایالات متحده آمریکا است که از مارس ۲۰۱۷ تا دسامبر ۲۰۱۹ به عنوان چهاردهمین وزیر انرژی ایالات متحده آمریکا در دولت دونالد ترامپ فعالیت کرد. او پیش تر در سال‌های ۲۰۰۰ تا ۲۰۱۵ به عنوان چهل و هفتمین فرماندار ایالت تگزاس فعالیت داشت.
پری عضو حزب جمهوری‌خواه است. او در انتخابات مقدماتی حزب جمهوریخواه برای انتخابات‌های ریاست جمهوری ۲۰۱۲ و ۲۰۱۶ رقابت کرد ولی ناموفق بود. پری با مدت ۱۵ سال، طولانی‌ترین دوره فرمانداری را در ایالت تگزاس بر عهده داشته است.
دونالد ترامپ رئیس‌جمهور منتخب آمریکا پری را برای تصدی وزارت انرژی انتخاب کرد.
وی دارای مدرک کارشناسی علوم دامی (Animal Sciences) از دانشگاه تگزاس A&M می‌باشد.